# Liste von Abkürzungen zum Islam in Russland
Dies ist eine Liste von Abkürzungen zum Islam in Russland (siehe auch Islam in Russland).
Die folgende Liste beinhaltet alphabetisch nach Lateinbuchstaben sortierte häufig verwendete Abkürzungen nach dem Kyrillischen (vorwiegend russischsprachig), außerdem einige international gebräuchliche englischsprachige. Den Schwerpunkt bilden muslimische Organisationen und in Gebrauch befindliche Kürzel für Domains im Internet. Aufnahme fanden auch einige Begriffe aus dem Bereich des interreligiösen Dialogs bzw. staatliche russische Institutionen. Die Liste ist auf keine Transliteration, Transkription oder festgeprägten englischsprachigen Begriff festgelegt, daher finden sich häufig mehrere Abkürzungen für einen Begriff, wodurch ein und derselbe Begriff an verschiedenen Stellen, d. h. mehrfach auftaucht. Durch unterschiedliche Transkriptionen und Transliterationen bzw. Abkürzungen englischsprachiger Bezeichnungen ergaben sich unterschiedliche Abkürzungen. Im Englischen sind verschiedene Wiedergaben des Kyrillischen in Gebrauch. Für das Deutsche wird meist die in der Wikipedia übliche Umschrift sowie die wissenschaftliche Transliteration angegeben. Es wurden auch Abkürzungen für einige wichtige historische Organisationen aufgenommen aus der Zeit der Sowjetunion und des Russischen Reiches (siehe z. B. unter OMDS / russ. ОМДС). Auf aktuelle Websites wird unter den dafür gebräuchlichen Abkürzungen mit der Domain für die jeweilige Organisation verwiesen:

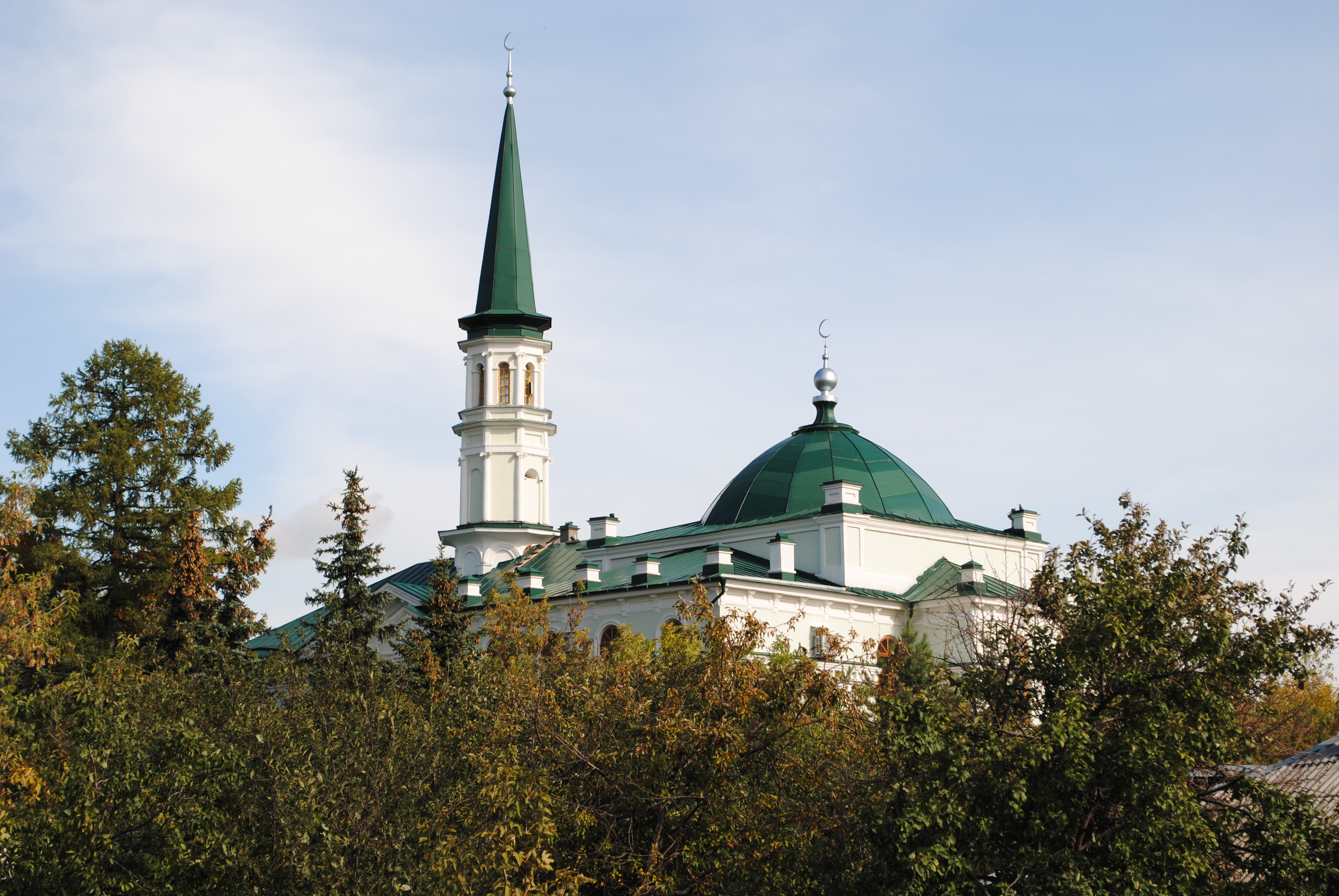
Die Alte Moschee von Ufa in Baschkortostan (1830 von der Orenburger Mohammedanischen Geistlichen Versammlung erbaut)

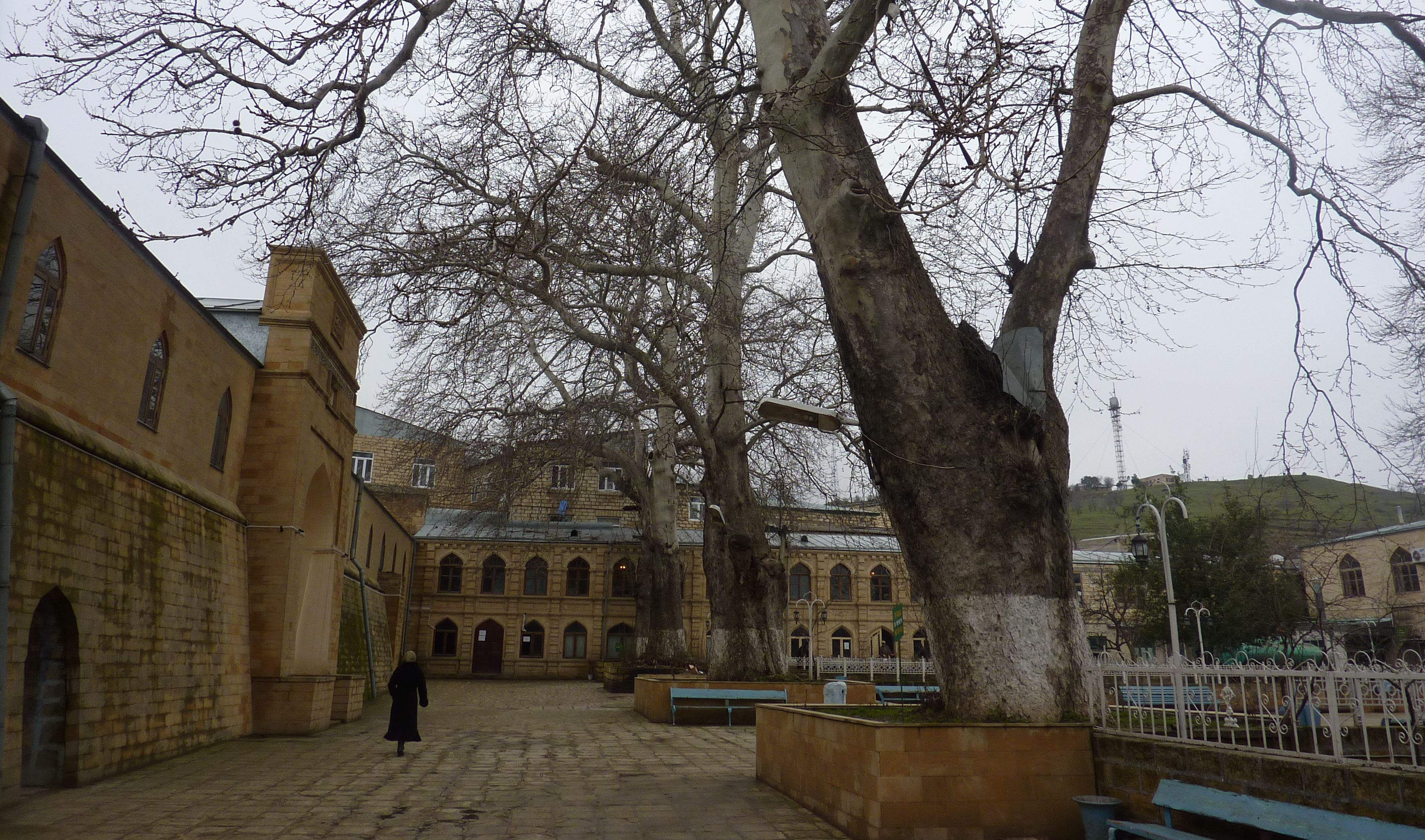
Hauptmoschee von Derbent in Dagestan (gilt als älteste Moschee Russlands)

Die Zentrale Geistliche Verwaltung der Muslime Russlands findet sich zum Beispiel unter den Abkürzungen ZDUM / TsDUM / CDUM (ЦДУМ; cdum.ru) sowie CMSB (d. h. der englischen Abkürzung für Central Muslim Spiritual Board of Russia); die Geistliche Verwaltung der Muslime der Russischen Föderation unter DUM RF (ДУМ РФ; dumrf.ru) und das Koordinationszentrum der Muslime des Nordkaukasus unter KZMSK / KTsMSK / КСМСК  (КЦМСК) sowie CCMNC (d. h. der englischen Abkürzung für Coordinating Centre of the Muslims of the Northern Caucasus) bzw. CCNCM (d. h. der englischen Abkürzung für Coordination Center of North Caucasus Muslims).
In verschiedenen Regionen konkurrieren verschiedene Geistliche Verwaltungen und andere Organisationen miteinander, z. B. in der Republik Baschkortostan die Geistliche Verwaltung der Muslime der Republik Baschkortostan (DUM RB; unter dem Vorsitz von Mufti Nurmukhamet Nigmatullin) und die Regionale Geistliche Verwaltung der Muslime Baschkortostans (RDUM B; unter dem Vorsitz von Mufti Muhammad Tadschuddin, dem Sohn des Vorsitzenden und Obersten Muftis der Zentralen Geistlichen Verwaltung der Muslime Russlands).

## Abkürzungen

### C
siehe auch unter Ts, Z
- CCNCM = Coordination Center of North Caucasus Muslims = Koordinationszentrum der Muslime des Nordkaukasus
- CCMNC = Coordinating Centre of the Muslims of the Northern Caucasus / Coordination Centre of Muslims of the Northern Caucasus (Koordinatsionniy Tsentr Musulman Severnogo Kavkaza / Координационный центр мусульман Северного Кавказа) hajjmission.ru
- CCSBMNC = Coordinating Center of Spiritual Boards of Muslims of North Caucasus
- CDUM  = Zentrale Geistliche Verwaltung der Muslime Russlands # früher: Central’noe Duchovnoe upravlenie musul’man Rossii i Evropejskich stran SNG (Zentrale Geistliche Verwaltung der Muslime Russlands und der europäischen Staaten der GUS, CDUM) cdum.ru
- CDUMR (ЦДУМР) = Центральное Духовное Управление Мусульман России (cdum.ru) = Zentrale Geistliche Verwaltung der Muslime Russlands
- CMSB = Central Muslim Spiritual Board of Russia (CMSB Russia) = Zentrale Geistliche Verwaltung der Muslime Russlands
- CMSB Russia = Central Muslim Spiritual Board of Russia  http://// cdum.ru/en/cdum / Центральное Духовное Управление Мусульман России  http://cdum.ru/
- CSBM = Central Spiritual Board of Muslims (csbm) of Russia and European countries of the Commonwealth of Independant States

### D
- DDDII (ДДДИИ) = Департамент духовных дел иностранных исповеданий / Departament dukhovnykh del inostrannykh ispovedanii (Department of Religious Affairs of Foreign Confessions), Abteilung für religiöse Angelegenheiten fremder Konfessionen, innerhalb des Ministeriums für Innere Angelegenheiten (des Russischen Reiches)
- DSM RF  (ДСМ РФ) = Geistliche Versammlung der Muslime der Russischen Föderation (russ. Духовное собрание мусульман России Geistliche Versammlung der Muslime Russlands)
- DUM (ДУМ) = Geistliche Verwaltung der Muslime (russisch духовное управление мусульман / Duchownoje uprawlenije mussulman; wiss. Transliteration: Duchovnoe upravlenie musul’man) ist jeweils eine offizielle Organisation der Muslime (siehe auch Liste von Muftiaten), geleitet von einem Mufti, die es in vielen Ländern der ehemaligen Sowjetunion gibt.
- DUM ACR (ДУМ АЧР) = Geistliche Verwaltung der Muslime des Asiatischen Teils Russlands (DUM ACR) / Духовное управление мусульман Азиатской части России, eine zentrale religiöse Organisation in der Nachfolge der Geistliche Verwaltung der Muslime von Sibirien und dem Fernen Osten (Духовное управление мусульман Сибири и Дальнего Востока / Duchownoje uprawlenije mussulman Sibiri i Dalnewo Wostoka)
- DUMATschR (ДУМАЧР / ДУМ АЧР) = Geistliche Verwaltung der Muslime des Asiatischen Teils Russlands (russisch  Духовное управление мусульман Азиатской части России, Abk. ДУМАЧР / Duchownoje uprawlenije mussulman Asiatskoj tschasti Rossii)
- DUMCHR (ДУМЧР / ДУМ ЧР) = Geistliche Verwaltung der Muslime der Republik Tschetschenien = ДУМ Чеченской Республики = Духовное управление мусульман Чеченской Республики (dumchr.ru)
- DUM ČR / ДУМ ЧР (DUM TschR) = Geistliche Verwaltung der Muslime der Republik Tschuwaschien, Albir Krganow
- DUMD (ДУМД) = Geistliche Verwaltung der Muslime Dagestans / Духовное управление мусульман Дагестана (ДУМ Дагестана) / Duchownoje uprawlenije Musulman Dagestana; DUM Dagestana
- DUMER (ДУМЕР) = Духовное управление мусульман европейской части России /  Duchownoje uprawlenije mussulman Jewropeiskoi tschasti Rossii / Duchovnoe upravlenie musul'man evropejskoj časti Rossii / Spiritual Board of Muslims of the European Part of Russia / Geistliche Verwaltung der Muslime des europäischen Teils von Russland
- DUMES = Geistliche Verwaltung der Muslime des europäischen Teils der Sowjetunion und Sibiriens (Duchownoje uprawlenije Musulman ewropejskowo tschasti SSSR i Sibiri; DUMES)  / Religious Board for the Muslims of European Russia and Siberia
- DUMMO =  Geistliche Verwaltung der Muslime der Oblast Moskau Духовное управление мусульман Московской области dummo.ru
- DUMNO = Geistliche Verwaltung der Muslime der Oblast Nischni Nowgorod (Духовное управление мусульман Нижегородской области / Duchownoje uprawlenije mussulman Nischegorodskoi oblasti / Religious Board of Muslims for the Nizhny Novgorod Region)
- DUMPO = Духовное управление Мусульман Пензенской области  Geistliche Verwaltung der Muslime der Oblast Pensa dumpo.ru
- DUM RB (ДУМ РБ) (Duchownoje uprawlenije mussulman Respubliki Baschkortostan / Духовное управление мусульман Республики Башкортостан / Duchovnoe upravlenie musul'man Respubliki Baškortostan) Geistliche Verwaltung der Muslime der Republik Baschkortostan # Vorsitzender Mufti Nurmukhamet Nigmatullin # siehe auch RDUM B
- DUMRAiKK (ДУМРАиКК / ДУМ РА и КК / DUM RA I KK) = Geistliche Verwaltung der Muslime der Republik Adygeja und der Region Krasnodar (Духовное управление мусульман Республики Адыгея и Краснодарского края) dumraikk
- DUMRF (ДУМРФ / ДУМ РФ) = Духовное управление мусульман Российской Федерации Geistliche Verwaltung der Muslime der Russischen Föderation Dukhovnoye upravleniye musul'man Rossiyskoy Federatsii dumrf.ru: Духовное управление мусульман Российской Федерации получило официальную регистрацию (zur Umbenennung) # s. a. Духовное управление мусульман европейской части России (russisch)
- DUMRI (ДЦМ РИ) Geistliche Verwaltung der Muslime Inguschetiens = ДУМ Ингушетии = духовное управление мусульман Ингушетии
- DUMRT (ДУМРТ / ДУМ РТ) = Geistliche Verwaltung der Muslime der Republik Tatarstan = ДУМ Республики Татарстан = Духовное управление мусульман Чеченской Республики dumrt.ru
- DUMSK = Geistliche Verwaltung der Muslime der Region Stawropol / Духовное Управление мусульман Ставропольского края / dumsk.com
- DUM SK  (ДУМ СК) = Духовное Управление Мусульман Северного Кавказа / Duchownoje uprawlenije Musulman Sewernowo Kawkasa (ДУМ Северного Кавказа) / Religious Board for the Muslims of the North Caucasus Geistliche Verwaltung der Muslime des Nordkaukasus (in Machatschkala)
- DUM TschR / ДУМ ЧР / DUM ČR Geistliche Verwaltung der Muslime der Republik Tschuwaschien, Albir Krganow
- DUMTSER / ДУМЦЕР = Geistliche Verwaltung der zentral-europäischen Region Russlands / Spiritual Board of Muslims of the Central European Region of Russia
- DUMZER / ДУМЦЕР = Geistliche Verwaltung der zentral-europäischen Region Russlands

### I
- ICCR = Islamic Cultural Center of Russia (berkleycenter.georgetown.edu) Islamisches Kulturzentrum Russlands / Исламский культурный центр России (ИКЦР)
- ICR = Interreligious Council of Russia / Interreligiöser Rat Russlands
- IKCR (ИКЦР) = Islamski kulturny zentr Rossii / Исламский культурный центр России / Islamskij kul'turnyj centr Rossii / Islamisches Kulturzentrum Russlands
- IKZR (ИКЦР) = Islamski kulturny zentr Rossii / Исламский культурный центр России / Islamskij kul'turnyj centr Rossii / Islamisches Kulturzentrum Russlands
- islam.ru (Islamisches Informationsportal)

### K
- KCM SK (КЦМ СК) = Koordinationszentrum der Muslime des Nordkaukasus / Koordinazionny zentr mussulman Sewernowo Kawkasa; Koordinacionnyj centr musul'man Severnogo Kavkaza / Координационный центр мусульман Северного Кавказа (КСМСК)
- KTsMSK (КЦМСК) = Koordinationszentrum der Muslime des Nordkaukasus Coordination Center of the Muslims of the North Caucasus (Koordinatsionnoi Tsentr Msulman Severnogo Kavkaza)
- KZMSK (КЦМСК) = Koordinationszentrum der Muslime des Nordkaukasus / Koordinazionny zentr mussulman Sewernowo Kawkasa; Koordinacionnyj centr musul'man Severnogo Kavkaza / Координационный центр мусульман Северного Кавказа (КСМСК)

### M
- MDUMSDW = Meschregionalnoje duchownoje uprawlenije Musulman Sibiri i dalnewo wostoka (Interregionale Geistliche Verwaltung der Muslime Sibiriens und des Fernen Ostens)
- MII (МИИ) = Moskauer Islamisches Institut / Московский исламский институт
- MIU (МИУ) = Moskauer Islamische Universität / Московский исламский университет miu.su

- MSP (МСР) = Interreligiöser Rat Russlands (russ. Meschreligiosny sowet Rossii / Межрелигиозный совет России (МСР); wiss. Transliteration Mežreligioznyj sovet Rossii; auch Mezhreligioznyy sovet Rossii; engl. Interreligious Council in Russia)

### O
- OMDS (ОМДС) = Оренбургское магометанское духовное собрание / Orenburgskoje magometanskoje duchownoje sobranije  / Orenburgskoe magometanskoe dukhovnoe sobranie (Orenburg Assembly) Оренбургское магометанское духовное собрание (Уфимское духовное магометанского закона собрание, Магометанское духовное управление) = Orenburger Mohammedanische Geistliche Versammlung

### R
- RAIS (РАИС) = Russische Vereinigung des islamischen Einvernehmens - Российской ассоциации исламского согласия (РАИС) (Всероссийского муфтията / Allrussisches Muftiat) Rossiyskoy assotsiatsii islamskogo soglasiya
- RCM = Russian Council of Muftis (Soviet Muftiyev Rossii) = Russischer Muftirat
- RDUM (РДУМ) = Regionale Geistliche Verwaltung der Muslime (d. h. ein Unterverband der Zentralen Geistlichen Verwaltung der Muslime Russlands).

Zum Beispiel:
RDUM B (Regionalnoje duchownoje uprawlenije Musulman Baschkortostana) Regionale Geistliche Verwaltung der Muslime Baschkortostans; unter dem Vorsitz von Mufti Muhammad Tajuddin; RDUM Baschkortostan # siehe auch DUM RB
RDUM PK (РДУМ ПК) = Regionale Geistliche Verwaltung der Muslime der Region Perm (Muftiat von Perm)
RDUM SO (РДУМ СО) = Regionale Geistliche Verwaltung der Muslime der Oblast Samara (Региональное Духовное управление мусульман Самарской области)
RDUM ChMAO (РДУМ ХМАО) = Regionale Geistliche Verwaltung der Muslime des Autonomen Kreises der Chanten und Mansen
- RIU = Russian Islamic University of the CMSB = Russische Islamische Universität in der Stadt Ufa (Baschkortostan)
- RMB = Regional Muslim Board (Geistliche Verwaltung der Muslime)

### S
- SADUM (russ. САДУМ) = Geistliche Verwaltung der Muslime Zentralasiens und Kasachstans (eng. Spiritual Administration of the Muslims of Central Asia and Kazakhstan; russ. Духовное управление мусульман Средней Азии и Казахстана)
- SAM = Spiritual Administration of Muslims (Geistliche Verwaltung der Muslime)
- SBM = Spiritual Board of Muslims (Geistliche Verwaltung der Muslime)
- SMR (russ. СМР) = Sovet Muftiev Ross / Council of Muftis of Russia / Russischer Muftirat oder Rat der Muftis Russlands (russisch Совет муфтиев России / Sowjet muftijew Rossii; wiss. Transliteration Sovet muftiev Rossii), Abk. RMR (engl. Russian Council of Muftis; Abk. RCM) usw. wurde 1996 gegründet (Ravil Gainutdin)

### T
siehe auch unter C, Z
- TsDUM = Zentrale Geistliche Verwaltung der Muslime Russlands (russisch Центральное духовное управление мусульман России; Abk. ЦДУМ (ZDUM) / Zjentralnoje duchownoje uprawlenije mussulman Rossii; wiss. Transliteration: Central’noe Duchovnoe upravlenie musul’man Rossii)
- TsDUMR = Tsentral'noye Dukhovnoye Upravleniye Musul'man Rossii i SNG (TsDUMR)

### V
- VKCDUMR (ВКЦДУМР) = Vysšij Koordinacionnyj Centr Duchovnych Upravlenij Rossii / Высший координационный центр Духовного управления мусульман России / Oberstes Koordinationszentrum der Geistlichen Verwaltung der Muslime Russlands
- VRSNK = Oberster Religiöser Rat der Kaukasusvölker (russisch Высший Религиозный Совет Народов Кавказа (Abk. ВРСНК) / Transkription: Wysschi Religiosny Sowet Narodow Kawkasa (WRSNK); wiss. Transliteration: Vysšij Religioznyj Sovet Narodov Kavkaza (VRSNK) / engl. Supreme Religious Council of Peoples of the Caucasus)

### W
- WKZDUMR (ВКЦДУМР) = Wysschij koordinazionnij zentr duchownych yprawlennij Musulman Rossii / Высший координационный центр Духовного управления мусульман России / Oberstes Koordinationszentrum der Geistlichen Verwaltung der Muslime Russlands / Höchstes Koordinationszentrum der Geistlichen Verwaltungen Russlands / Oberstes Koordinatives Zentrum der Geistlichen Leitungen Russlands, mit Sitz in Moskau, erster Oberster Mufti war Gabdulla Galiullin
- WRSNK = Oberster Religiöser Rat der Kaukasusvölker (russisch Высший Религиозный Совет Народов Кавказа (Abk. ВРСНК) / Transkription: Wysschi Religiosny Sowet Narodow Kawkasa (WRSNK); wiss. Transliteration: Vysšij Religioznyj Sovet Narodov Kavkaza (VRSNK) / engl. Supreme Religious Council of Peoples of the Caucasus)

### Z
siehe auch unter C, Ts
- ZDUM (ЦДУМ) = Zentrale Geistliche Verwaltung der Muslime Russlands (russisch Центральное духовное управление мусульман России; Zjentralnoje duchownoje uprawlenije mussulman Rossii; wiss. Transliteration: Central’noe Duchovnoe upravlenie musul’man Rossii)